# Programma atomico sovietico
Il programma atomico sovietico fu l'insieme dell'attività di ricerca, produzione e verifica sperimentale svolto dall'Unione Sovietica per costruire la bomba atomica. Il programma, iniziato a livello teorico negli anni '30 e proseguito con notevoli difficoltà durante la seconda guerra mondiale, si sviluppò con grande rapidità e sorprendente successo a partire dalla fine del conflitto a seguito soprattutto delle esplosioni atomiche americane di Hiroshima e Nagasaki e della decisione di Stalin di affrettare al massimo la ricerca per controbattere e neutralizzare la supremazia strategica dell'avversario della guerra fredda (1946-1991).
Il programma intensivo per la produzione della bomba atomica, guidato da Lavrentj Berija e denominato in codice operazione Borodino si avvalse di tutte le risorse disponibili messe a disposizione da Stalin, dei migliori ricercatori sovietici sotto la direzione di Igor' Vasil'evič Kurčatov, ed anche dell'apporto della scienza tedesca e delle informazioni fornite da spie occidentali favorevoli per motivi ideali all'Unione Sovietica. La prima bomba atomica sovietica, RDS-1, nota anche come Pervaja molnija ("primo lampo"), venne fatta esplodere con successo il 29 agosto 1949 a quattro anni dalla bomba americana.

## Storia del programma atomico sovietico

### 1941-1943: l'inizio del programma nucleare sovietico

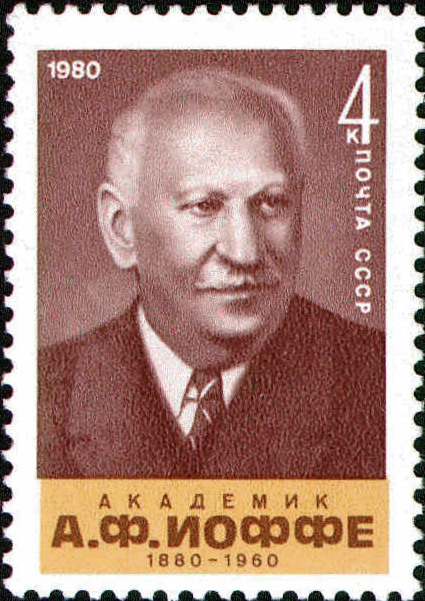
Abram Ioffe, direttore del Centro Radiologico di Leningrado.

La ricerca teorica degli scienziati sovietici degli anni trenta aveva sviluppato importanti studi nel campo dell'atomo e delle sue possibili applicazioni pratiche, tuttavia a livello politico i dirigenti sovietici, concentrati su molti altri problemi strategici e militari, non ritennero prioritario sollecitare ulteriori ricerche finalizzate all'invenzione di nuove armi. Prima dell'inizio del conflitto mondiale, il centro di ricerca principale era l'Istituto Radiologico di Leningrado del professor Abram Ioffe, ma i programmi avevano una bassa priorità e non avevano attirato l'attenzione della dirigenza politica.
L'inizio della seconda guerra mondiale sul fronte orientale con il suo andamento catastrofico per l'Unione Sovietica provocò ulteriori conseguenze negative per la ricerca sperimentale sull'atomo. In primo luogo la frettolosa evacuazione delle industrie e anche dei centri di progettazione e ricerca causò una grande dispersione degli scienziati e degli istituti con conseguente ulteriore rallentamento dei programmi e mancanza di comunicazione teorica tra i ricercatori; il centro radiologico del professor Ioffe per esempio venne trasferito a Kazan'. Inoltre i dirigenti sovietici nella prima fase della guerra sollecitavano gli scienziati a sviluppare con la massima urgenza soprattutto la tecnologia del radar, gli studi per la protezione navale anti-mine e il miglioramento degli armamenti terrestri; la ricerca su quella che veniva già denominata "bomba all'uranio" era per il momento considerata meno prioritaria.

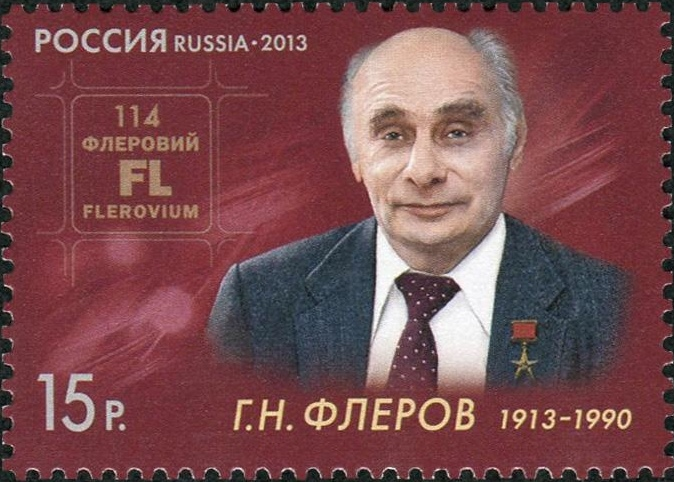
Georgij Flërov, lo scienziato che scrisse la famosa lettera a Stalin sollecitando la ricerca sulla "super-bomba".

Le cose iniziarono a cambiare in seguito all'acquisizione da parte di agenti del NKVD ("Commissariato del popolo per gli affari interni") diretto da Lavrentij Berija, di informazioni segrete sull'attività di ricerca sull'atomo in sviluppo nelle altre nazioni; il 4 ottobre 1941 una prima comunicazione ufficiale dell'NKVD riferì che un "agente nel Regno Unito" aveva sottratto un documento segreto britannico in cui si descriveva la possibilità di costruire ordigni esplosivi sfruttando l'energia nucleare. Nel documento si parlava di una "bomba nucleare" in grado di produrre un risultato "circa mille volte superiore a quello di una bomba convenzionale dello stesso peso". L'agente segreto in Inghilterra era verosimilmente John Cairncross, uno dei componenti dei famosi Cambridge Five e le sue informazioni erano straordinariamente attendibili e interessanti.
Dopo questo primo documento, nei mesi seguenti i servizi di informazione sovietici raccolsero molte altre notizie riguardo alle ricerche segrete sulle nuove armi nucleari svolte dai più importanti paesi occidentali; nel marzo 1942 Berija in persona comunicò a Stalin una sintesi di queste informazioni anche se apparentemente egli sottovalutò l'importanza delle notizie e la potenza teorica di questa nuova arma. Anche successive informazioni raccolte dai partigiani ucraini che avevano sottratto documenti tedeschi in cui si parlava di ricerche in corso di uranio, non sembrarono impressionare gli esperti sovietici che erano stati consultati da Sergej Kaftanov, il ministro dell'istruzione e il principale consulente scientifico del Comitato statale di Difesa, il comando supremo politico-militare diretto da Stalin.

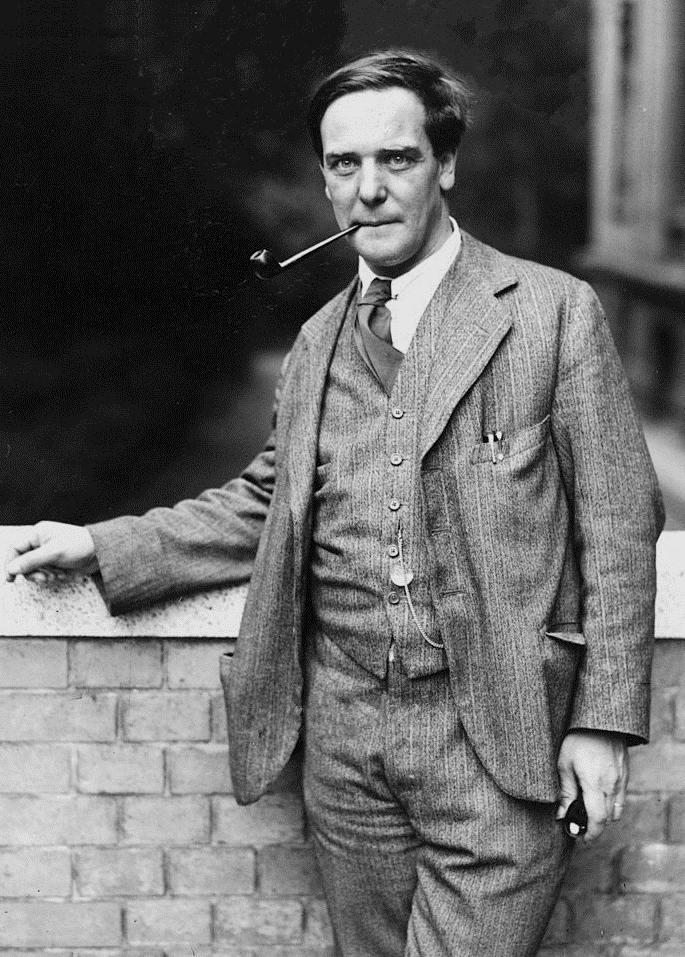
Foto degli anni trenta di Pëtr Leonidovič Kapica

Nel frattempo alcuni scienziati sovietici non intendevano abbandonare le loro ricerche sull'atomo nonostante le enormi difficoltà create dalla guerra; in particolare Georgij Flërov nel dicembre del 1941 era giunto a Kazan' per parlare con i ricercatori dell'istituto trasferito da Leningrado e soprattutto con Igor' Vasil'evič Kurčatov a cui egli intendeva chiedere di guidare un gruppo di ricerca sulla nuova arma, ma Kurčatov non era più a Kazan' essendosi trasferito a Murmansk per guidare il gruppo di ricerca sulle mine anti-nave. Flërov quindi parlò con gli altri scienziati tra cui Ioffe e Pëtr Leonidovič Kapica ma in quel momento non si giunse ad alcuna conclusione concreta. Flërov aveva lavorato prima della guerra alla ricerca teorica sulla fissione nucleare insieme a Konstantin Petržak e, mentre prestava servizio come ufficiale inferiore nelle forze aeree sovietiche a Voronež, si convinse, dopo aver rilevato che tutte le riviste scientifiche internazionali dopo l'inizio della guerra mantenevano un assoluto silenzio sulla fisica nucleare, che le altre potenze stavano progettando in segreto una bomba atomica. Nell'aprile 1942 egli prese l'audace decisione di scrivere personalmente a Stalin una lettera in cui sollecitava provvedimenti operativi immediati per colmare il divario con le altre nazioni; Flërov affermava che ci sarebbe stata "una rivoluzione negli armamenti militari pesanti" e che l'Unione Sovietica rischiava di "non prenderne parte".

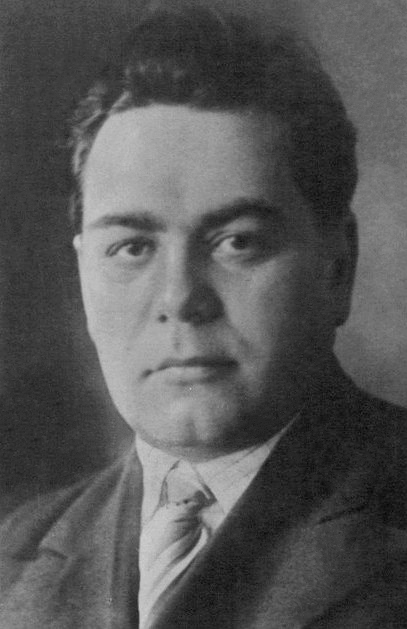
Sergej Vasil'evič Kaftanov, il consulente scientifico del Comitato statale di difesa dell'Unione Sovietica, invitò Stalin a proseguire la ricerca sulla "bomba all'uranio".

Apparentemente Stalin comprese l'importanza della questione e una fondamentale riunione del Comitato statale di difesa si tenne poco dopo la lettera di Flërov; il dittatore sovietico aveva convocato alcuni dei massimi scienziati ed esperti, tra cui Kapica, Ioffe, Vitalij Grigor'evič Chlopin e Vladimir Ivanovič Vernadskij, furono richiamati a Mosca, oltre al responsabile scientifico del comitato Kaftanov. In questa occasione si discusse sulla "bomba all'uranio" di cui aveva scritto Flërov. Le opinioni non erano concordi; tutti ritenevano che le ricerche sull'atomo fossero importanti, ma alcuni pensavano che al momento fossero questioni secondarie e irrealistiche rispetto ai pressanti problemi di sopravvivenza che stava affrontando l'Unione Sovietica. Kaftanov invece affermò che il problema era cruciale; indipendentemente dagli enormi investimenti che avrebbe richiesto, il programma sulla bomba andava portato avanti visto che era prevedibile che i tedeschi riuscissero a fabbricare la "loro bomba" guadagnando un vantaggio decisivo. Stalin in un primo tempo non sembrò completamente convinto ma alla fine disse a Kaftanov: "dovremmo procurarcela".
Il dittatore richiese una intensificazione massima dell'attività di informazione e spionaggio all'estero per accelerare la raccolta di notizie sui progetti atomici delle altre nazioni e favorire gli sviluppi della ricerca sovietica; gli agenti dell'NKVD a Berlino, Londra e New York ricevettero il 14 giugno 1942 messaggi in codice che ordinavano di raccogliere a tutti i costi il maggior numero di informazioni possibile sugli aspetti scientifici e costruttivi della ricerca atomica. Ebbe quindi inizio, in condizioni di enorme difficoltà organizzativa con l'esercito tedesco in marcia su Stalingrado e l'Armata Rossa che sembrava vicina al crollo definitivo, il programma sovietico di progettazione e costruzione della "bomba all'uranio". Berija aveva proposto di nominare a capo del programma Kapica o Ioffe; anche Kaftanov aveva indicato Ioffe come possibile direttore della ricerca segreta, ma Stalin non fu d'accordo. Egli riteneva che la scomparsa dalla vita pubblica di questi eminenti ricercatori avrebbe insospettito gli informatori tedeschi e anglo-sassoni. Abram Ioffe peraltro non si dichiarò disponibile a causa delle sue condizioni fisiche, mentre Kapica sembrò pessimista sulla riuscita dell'impresa. Alla fine, nel settembre 1942, venne scelto Igor' Kurčatov che fin dall'inizio era stato il candidato di Flërov e aveva fatto ottima impressione su Stalin, Berija e Vjaceslav Molotov per la sua grande energia, la sua forte personalità e la sua preparazione specifica, avendo in passato lavorato alla ricerca sperimentale sull'atomo. Kurčatov aveva avuto grandi dubbi inizialmente sull'utilità di questa ricerca, ma ben presto si dedicò con il massimo impegno al suo nuovo incarico.
Kurčatov ricevette pieni poteri e la possibilità di richiedere e ottenere ogni scienziato o tecnico che egli avesse ritenuto necessario al programma di sviluppo. Mentre Flërov dava inizio ad una serie di ricerche sperimentali sull'uranio nei laboratori di Kazan', Kurčatov si trasferì a Mosca dove, con l'aiuto del personale operativo fornito dal Comitato statale di difesa, gli scienziati cominciarono, inizialmente all'Istituto Sismologico e poi all'Istituto di Chimica inorganica, a progettare un nuovo ciclotrone. Dopo l'estate 1943 la situazione militare migliorò grandemente per l'Unione Sovietica e il programma di ricerca e produzione fece progressi e ampliò le sue strutture: Kurčatov organizzò il cosiddetto "Laboratorio N. 2" a Mosca e svolse, insieme a Kapica, la maggior parte del lavoro teorico sulla fissione nucleare e la reazione a catena. Dall'agosto 1943 venne aperto a Char'kov liberata dall'occupante tedesco, il "Laboratorio N. 1" dove anche Kirill Dmitrievič Sinel'nikov si mise al lavoro sul "progetto della bomba".

### 1944-1945: progressi sovietici
Un primo momento di svolta del programma atomico sovietico ebbe luogo nella primavera 1943 quando, nei pressi di Mosca, si tenne una riunione generale degli scienziati e delle autorità politiche; in questa occasione venne deciso di costruire una nuova area di ricerca nella regione degli Urali dove centralizzare le attività del programma. Molotov inoltre presentò a Kurčatov tutta la documentazione scientifica ottenuta dallo spionaggio sovietico in occidente e lo scienziato rimase impressionato dalla portata delle ricerche straniere e comprese l'arretratezza attuale del programma dell'Unione Sovietica; in particolare poterono essere consultati i documenti del MAUD Committee britannico e le informazioni cruciali fornite da Klaus Fuchs, il fisico tedesco simpatizzante sovietico, tra i principali scienziati del Progetto Manhattan. Grazie anche a queste informazioni segrete, gli scienziati sovietici poterono accelerare i loro programmi e superare più rapidamente le difficoltà teoriche e tecniche.

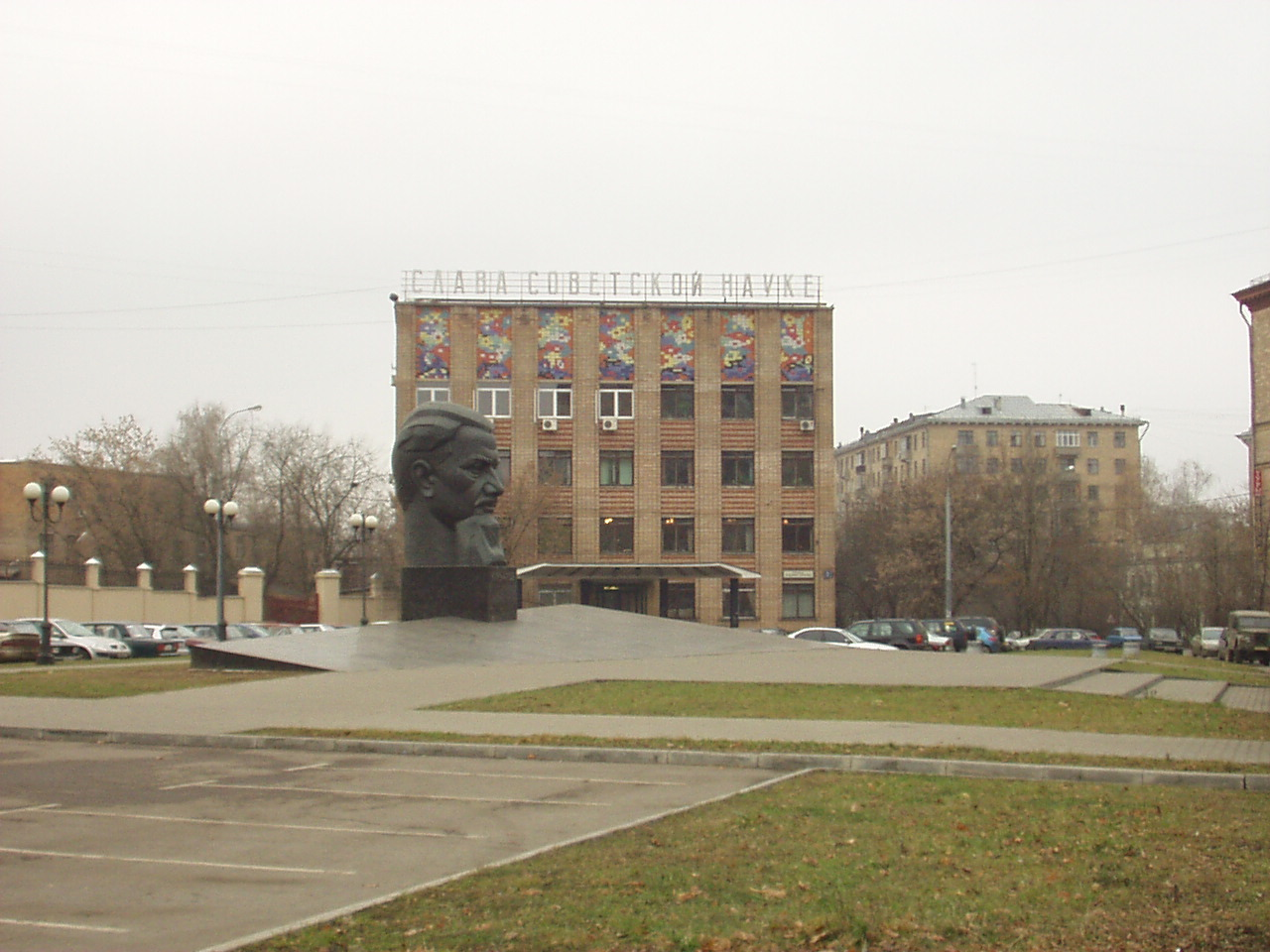
Immagine del 2005 del famoso "Laboratorio N. 2" diretto da Kurčatov. Un monumento dedicato allo scienziato sovietico è visibile all'entrata.

Kurčatov concentrò inizialmente le sue ricerche sulla progettazione e costruzione di una pila atomica; egli prese la decisione corretta rinunciando ad utilizzare l'acqua pesante come sistema moderatore e adottando invece il modello con raffreddamento a barre di grafite, la cui produzione era già in corso in uno stabilimento sovietico. La prima pila atomica sovietica iniziò ad essere costruita nel "Laboratorio N. 2" sotto la direzione di Kurčatov e del suo collaboratore I. S. Panašjuk. Un grave problema iniziale del programma atomico sovietico era indubbiamente la mancanza di miniere funzionanti di uranio; per sopperire a questa difficoltà essenziale, i responsabili del programma attivarono un piano accelerato di ricerca mineralogico sull'immenso territorio per trovare giacimenti di uranio che, sotto la direzione di Vladimir Vernadskij e Dmitrij Scerbakov, iniziarono a esplorare gli Urali e l'Asia sovietica. 
Nel frattempo Kurčatov richiese la costruzione di un ciclotrone per produrre il plutonio; i problemi iniziali erano immensi; lo scienziato sovietico inviò a Leningrado, ancora sotto assedio, il fisico Leonid Nemenov e l'ingegnere P. Glazunov per cercare di recuperare i materiali pronti per il ciclotrone che era in costruzione prima della guerra nell'Istituto Fisico-tecnico della grande città. I due scienziati riuscirono fortunosamente a recuperare le parti del ciclotrone ed anche l'elettromagnete, pesante 75 tonnellate, che era rimasto abbandonato all'interno della fabbrica Elektrosila che si trovava a pochi chilometri dal fronte. Il 25 settembre 1944 il nuovo ciclotrone, ricostruito con l'aggiunta di parti fabbricate in uno stabilimento di Mosca, iniziò a funzionare; alla fine dell'anno venne prodotta la prima piccola quantità di plutonio.
Contemporaneamente procedeva la ricerca sui metodi di produzione del materiale fissile che era stata affidata al fisico Isaak Konstantinovič Kikoin che dopo alcuni esperimenti con una grande centrifuga, iniziò a lavorare sul metodo di arricchimento dell'uranio mediante diffusione gassosa. Altri scienziati studiavano le tecniche di separazione isotopica dell'uranio mediante la diffusione termica, affidata a Anatolij Aleksandrov, e la separazione elettromagnetica, affidata a Lev Aržimovič.

### Potsdam 1945: la decisione di Stalin
(Dialogo tra Stalin e Molotov durante la conferenza di Potsdam dopo aver appreso dal presidente Harry Truman del riuscito esperimento atomico americano)

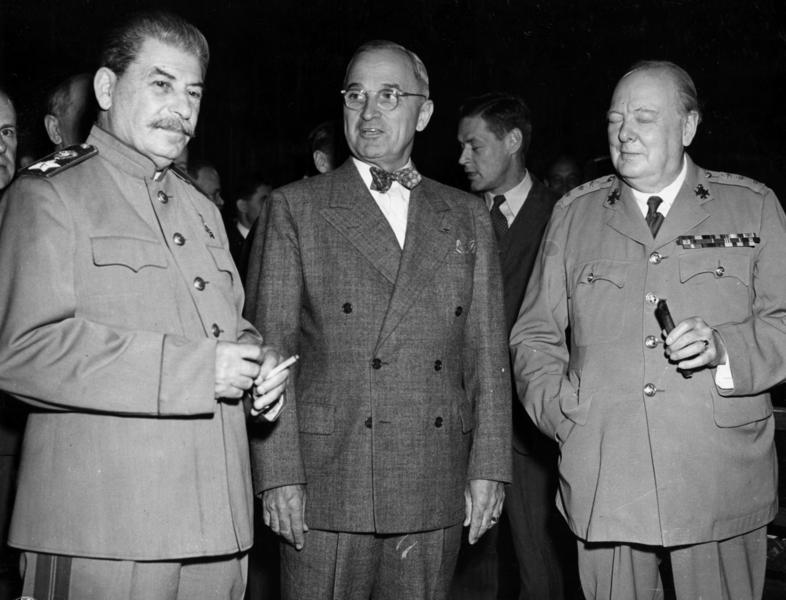
Da sinistra a destra: Stalin, Harry Truman e Winston Churchill durante la conferenza di Potsdam.

Stalin era il capo supremo dell'Unione Sovietica e durante la seconda guerra mondiale svolse un enorme lavoro di supervisione, controllo e direzione di praticamente tutti gli aspetti economici, politici, diplomatici e militari dello sforzo bellico sovietico; egli in particolare prendeva le decisioni finali e definitive anche sugli aspetti di programmazione e sviluppo dell'industria degli armamenti e quindi era informato dei programmi connessi con lo studio e la produzione di una "super-bomba". Sembra tuttavia che, dopo le prime decisioni operative del 1942-43, fino al 1945 egli non assegnasse ancora un'alta priorità a questi programmi; Kurčatov fu ricevuto dal dittatore per la prima volta solo nel gennaio 1945. 
La conferenza di Potsdam tra i Tre Grandi del luglio 1945 dopo la sconfitta totale della Germania nazista provocò cambiamenti decisivi della situazione politico-militare mondiale; il 16 luglio 1945 aveva avuto pieno successo l'esperimento atomico americano di Alamogordo e il 21 luglio il presidente Harry Truman venne informato della riuscita superiore alle aspettative del test nucleare. Il presidente quindi il 24 luglio inaugurò la sua cosiddetta "diplomazia atomica", dimostrando subito un atteggiamento di ferma superiorità e di rigidità politico-diplomatica verso i sovietici, dopo aver brevemente comunicato a Stalin la riuscita dell'esperimento e quindi il possesso da parte degli Stati Uniti di un'arma rivoluzionaria di straordinaria potenza. Truman fu vago e misterioso; non pronunciò né la parola "atomica" né "nucleare" e non disse sinceramente a Stalin che si trattava di una bomba atomica; egli era convinto di aver ottenuto, con il suo annuncio, una superiorità decisiva sul suo interlocutore sovietico e ritenne possibile, grazie al possesso in esclusiva della nuova arma, iniziare finalmente una politica più aggressiva per contrastare l'espansionismo sovietico in Europa e in Asia.
Stalin replicò con apparente imperturbabilità al clamoroso annuncio di Truman e sul momento non fece domande, non chiese chiarimenti e si limitò ad augurare un "buon uso" della nuova arma, ma in realtà egli comprese subito la portata dell'evento e l'importanza potenzialmente decisiva di questa scoperta per l'equilibrio mondiale e per la sicurezza dell'Unione Sovietica che, nonostante la vittoria, usciva stremata e vulnerabile dalla seconda guerra mondiale di fronte alla straripante potenza economico-militare degli Stati Uniti. Il dittatore decise di accettare la sfida e di non sottomettersi alla supremazia americana; egli la sera stessa dell'annuncio di Truman parlò con Molotov e apparve ben deciso a potenziare la ricerca nucleare sovietica e iniziare una vera "corsa contro il tempo" per recuperare a tutti i costi lo svantaggio. Subito dopo l'impressionante dimostrazione di forza del bombardamento atomico di Hiroshima e Nagasaki del 6 e 9 agosto 1945, Stalin creò seduta stante un "Comitato statale per il problema N. 1" (che era la bomba atomica), a cui sarebbe presto stato aggiunto un "Comitato statale per il problema N. 2", che riguardava la progettazione e la costruzione degli armamenti, bombardieri e missili, per poter impiegare concretamente la bomba contro gli Stati Uniti.
Nel corso di un incontro con il commissario ai rifornimenti militari, Boris L'vovič Vannikov, e con Kurčatov, Stalin parlò chiaramente e richiese la costruzioni di armi atomiche "nel più breve tempo possibile"; egli affermò che la bomba di Hiroshima aveva "distrutto l'equilibrio del mondo".

### Operazione Borodino
Ebbe quindi inizio la cosiddetta "operazione Borodino" che fu il nome in codice assegnato al programma atomico sovietico dopo la costituzione del "Comitato statale per il problema N. 1"; Stalin assegnò la direzione del programma a Lavrentij Berija che ebbe pieni poteri e l'autorizzazione ad utilizzare tutti i mezzi e le risorse ritenuti necessari per raggiungere l'obiettivo della super-bomba; oltre a Berija, gli altri membri del comitato furono Georgij Malenkov, il capo del GOSPLAN Nikolaj Alekseevič Voznesenskij, e i due scienziati Kurčatov e Kapica. In un colloquio con Kurčatov, il dittatore affermò esplicitamente che il comitato poteva chiedere "tutto ciò che vi piace. Non vi verrà detto di no."; Stalin fece anche pressioni su Voznesenskij affinché fornisse, con priorità su ogni altro programma economico statale, i mezzi richiesti per l'operazione Borodino.
Berija divenne subito il capo supremo del programma atomico e diresse il lavoro con grande energia impiegando anche metodi e sistemi basati sull'intimidazione e le minacce, a lui consueti dai tempi della direzione del sistema concentrazionario-repressivo dello Stato sovietico. Egli impiegò per dirigere il programma e accelerare al massimo la ricerca e la produzione, uomini a lui fedeli provenienti dagli apparati della polizia segreta del MVD-MGB che ripresero i vecchi sistemi intimidatori, ed esercitò enorme pressione sui suoi collaboratori affinché ottenessero i risultati richiesti da Stalin; in alcune occasioni minacciò di trasformarli, in caso di insuccesso, in "polvere di lager". I suoi principali luogotenenti incaricati degli aspetti organizzativi dell'operazione Borodino, furono il capace Boris Vannikov, sottoposto ad arresti e torture nel 1941 e ritornato poco dopo alla direzione dell'industria degli armamenti, che assunse anche la guida del cosiddetto ministero per la "Costruzione di macchinari medi", che divenne da quel momento la denominazione ufficiale dell'industria nucleare sovietica, e Avraamij Pavlovič Zavenjagin, uomo di grande preparazione e abilità, duro, determinato, ma in precedenza costruttore di alcune delle più grandi strutture del sistema GULAG.

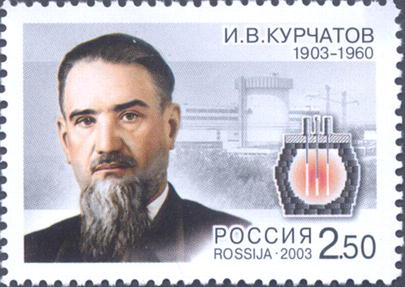
Igor Kurčatov, direttore scientifico dell'operazione Borodino, ritratto in un francobollo russo del 2003.

Berija era un capo brutale e inesorabile, ma nel suo incarico dimostrò anche notevoli capacità organizzative, preparazione e determinazione; gli scienziati sovietici in gran parte apprezzarono le sue qualità positive ed espressero giudizi favorevoli sul suo operato alla guida del programma atomico. Berija fu in grado, grazie alla sua capacità di comprendere i problemi e le difficoltà della ricerca atomica, alle sue doti di organizzatore e amministratore spietato ma efficiente, ad accelerare i lavori e, secondo alcuni membri del programma, svolse un ruolo decisivo che permise di sviluppare con successo la super-bomba sovietica. Il capo dell'operazione Borodino in generale mantenne rapporti diretti molto buoni con Kurčatov e gli altri scienziati del progetto; solo Kapica entrò in contrasto con Berija per questioni legate all'impiego della manodopera tratta dal GULAG e anche per alcune decisioni teoriche non condivise dal fisico sovietico. Kapica scrisse a Stalin una lettera per esprimere le sue opinioni; il dittatore fu comprensivo e rispose di essere interessato agli argomenti dello scienziato, ma in pratica Kapica da quel momento venne emarginato dai programmi principali di ricerca.
Nonostante il ritiro di Kapica, Kurčatov e gli altri scienziati sovietici lavorarono strenuamente e con grande impegno al programma atomico; questi eccellenti ricercatori non erano privi di dubbi sulle implicazioni morali e politiche della progettazione e produzione di armi così devastanti che sembravano mettere a rischio la sopravvivenza stessa dell'uomo sulla terra, ma in generale essi erano sensibili alle istanze patriottiche e alle parole d'ordine della propaganda staliniana che enfatizzava la necessità vitale della ricerca atomica per la sicurezza dell'Unione Sovietica. Kurčatov affermò che lui e i suoi scienziati si consideravano "soldati" di una "nuova guerra scientifica" e si comportavano di conseguenza; lo stesso Andrej Sacharov che nel 1948 entrò nell'operazione Borodino come collaboratore di Igor Tamm, conferma l'atmosfera di patriottismo, di coesione e cameratismo presente all'interno del gruppo di ricercatori.

### La corsa contro il tempo
L'operazione Borodino si svolse nella massima urgenza sotto la rigida direzione di Berija e Kurčatov. Due momenti fondamentali del programma atomico sovietico furono nel giugno 1946 l'inizio della progettazione e costruzione del primo reattore nucleare a uranio diretta personalmente da Kurčatov all'interno del Laboratorio N. 2 di Mosca, e, nell'aprile 1946, l'attivazione nella regione di Gorkij, 400 chilometri ad est della capitale, del KB-11, "Ufficio di costruzioni N. 11" (Konstruktorskoe Bjuro), la struttura segretissima dove sarebbe stata progettata e costruita materialmente la bomba atomica sovietica.
Il reattore sperimentale di Kurčatov, progettato dallo scienziato tra agosto e ottobre 1946, venne costruito all'interno del Laboratorio N. 2, in una buca del terreno profonda sette metri dove, a partire dal 15 novembre 1946, venne assemblato un traliccio cubico di uranio di 50 tonnellate inserito all'interno di una sfera di grafite pesante 500 tonnellate e dal diametro di tre metri; al centro del reattore potevano essere inserite tre sbarre di cadmio. Il reattore sperimentale (Fizičeskij-1) entrò in funzione il 25 dicembre 1946 sviluppando inizialmente una potenza minima che venne progressivamente incrementata. Fin dal gennaio 1946 tuttavia Kurčatov aveva richiesto all'ingegnere Nikolaj Dolležal di progettare e costruire il primo reattore sovietico di serie; Dolležal presentò a luglio 1946 un progetto di reattore all'uranio disposto verticalmente con sbarre di controllo che si sarebbero inserite lateralmente. Questo progetto, noto come Annuška o "Reattore A", venne approvato per l'assemblaggio nel nuovo centro segreto di Čeljabinsk-40, a 80 chilometri a nord-ovest della città di Čeljabinsk, che nell'autunno del 1946 iniziò ad essere costruito con l'impiego di manodopera forzata proveniente dal GULAG.
Il reattore di Dolležal presentava notevoli inconvenienti tecnici e necessitava di importanti modifiche ma, nonostante le difficoltà, la sua costruzione venne portata a termine con successo a Čeljabinsk-40 tra marzo e maggio 1948 sotto la supervisione diretta di Kurčatov, Vannikov e Zavenjagin. Il "Reattore A", con 9,4 metri di diametro e 1.168 barre di uranio, entrò in funzione effettivamente il 10 giugno 1948 e fu in grado per la prima volta di produrre materiale fissile idoneo alla costruzione della bomba. Il complesso segreto di Čeljabinsk-40, diretto da E. P. Slavskij, era di importanza fondamentale per l'operazione Borodino; non comprendeva solo il "Reattore A", ma vi era installato anche la cosiddetta "Installazione B" impiegata, sotto la direzione di Vitalij Klopin, per la separazione radiochimica del plutonio a partire dall'uranio prodotto nel reattore. Questo impianto, che produceva il plutonio attraverso il trattamento dell'uranio con acido nitrico, diede inizio alla produzione all'inizio del 1949. Il terzo impianto di Čeljabinsk-40 era la "Installazione V" che entrò in funzione nell'agosto 1949; in questo stabilimento, diretto dal chimico I. I. Černaëv e dai fisici, A. A. Bočvar e V. Vinogradov, il plutonio veniva purificato per renderlo idoneo all'impiego nella bomba; un primo processo sperimentale di produzione e purificazione del plutonio era peraltro già stato effettuato in precedenza nell'Officina N. 9, situata vicino al Laboratorio N. 2 di Mosca.

### Spionaggio
Il progetto nucleare sovietico beneficiava di informazioni di agenti segreti sovietici che erano a conoscenza del Progetto Manhattan (chiamato dai sovietici col nome in codice di Enormoz).
Tali spie atomiche, che furono Donald Maclean, Alan Nunn May, Theodore Hall, Julius Rosenberg e soprattutto Klaus Emil Jules Fuchs, erano parte della rete di agenti facenti capo a Pavel Sudoplatov e sotto il controllo di Lavrentij Berija.
Lo studioso Aleksei Koevnikov, basandosi su documenti sovietici recentemente desecretati, ha stimato che le informazioni avute dalle suddette spie avrebbero effettivamente velocizzato il progetto nucleare sovietico.

### Il "primo raggio"
Il più grande problema che inizialmente i sovietici dovettero affrontare fu tuttavia quello dell'acquisizione del minerale di uranio che scarseggiava. Il primo reattore nucleare sovietico, che venne messo in funzione il 24 dicembre 1946, fu infatti rifornito usando l'uranio confiscato derivante dal programma nucleare tedesco.
Comunque il programma fu coronato da successo il 29 agosto 1949, con il test (nome in codice "Operazione primo raggio", o RDS-1, ribattezzato dagli statunitensi "Joe-1") della prima bomba atomica a fissione al plutonio sovietica (che era sostanzialmente una copia di "Fat Man") effettuato nel poligono di Semipalatinsk in Kazakistan.
Per il test della prima bomba atomica a fissione all'uranio si dovette aspettare invece fino al 1951 mentre la prima bomba all'idrogeno fu fatta esplodere il 12 agosto 1953 (entrambi gli esperimenti furono effettuati sempre nel poligono di Semipalatinsk).

## Città segrete dove si sviluppavano armi nucleari
Durante la guerra fredda, l'Unione Sovietica aveva creato dieci città segrete dove si faceva ricerca e si sviluppavano le armi nucleari.
| Nome durante la guerra fredda           | Nome attuale | Stabilito nel | Funzioni primarie |
| --------------------------------------- | ------------ | ------------- | --- |
| Arzamas-16                              | Sarov        | 1946          | Progettazione, sviluppo e assemblaggio bombe                                                                                            |
| Sverdlovsk-44                           | Novouralsk   | 1946          | Arricchimento uranio |
| Čeljabinsk-40 e più tardi Čeljabinsk-65 | Ozërsk       | 1947          | Produzione plutonio, realizzazione componenti (nel comprensorio amministrato dalla città di Ozërsk è situato il noto impianto di Majak) |
| Sverdlovsk-45                           | Lesnoj       | 1947          | Arricchimento uranio, costruzione bombe                                                                                                 |
| Tomsk-7                                 | Seversk      | 1949          | Arricchimento uranio, costruzione componenti                                                                                            |
| Krasnojarsk-26                          | Železnogorsk | 1950          | Produzione plutonio |
| Zlatoust-36                             | Trëchgornyj  | 1952          | Assemblaggio bombe |
| Penza-19                                | Zarečnyj     | 1955          | Assemblaggio bombe |
| Krasnojarsk-45                          | Zelenogorsk  | 1956          | Arricchimento uranio |
| Čeljabinsk-70                           | Snežinsk     | 1957          | Progettazione e ricerca sulle bombe |